# روجر دين (سياسي)
روجر دين (بالإنجليزية: Roger Dean)‏ هو سياسي أسترالي، ولد في 12 ديسمبر 1913 بسيدني في أستراليا، وتوفي في 7 يناير 1998. حزبياً، نشط في الحزب الليبرالي الأسترالي. وقد انتخب Administrator of the Northern Territory ‏ (1 أكتوبر 1964 – 4 مارس 1970) وانتخب عضو مجلس النواب الأسترالي عن دائرة Division of Robertson ‏ (10 ديسمبر 1949 – 30 سبتمبر 1964).